# Slap Happy Pappy
Slap Happy Pappy est un cartoon, réalisé par Bob Clampett et sorti en 1940, qui met en scène Porky Pig.